# محمد الورياغلي
محمد الورياغلي (بالفرنسية : Mohamed Ouriaghli) من مواليد 21 نوفمبر 1967 في مدينة هسلت (بلجيكا) Hasselt , هو رجل سياسي بلجيكي من أصل ريفي مغربي

## نبذة شخصية
ولد الورياغلي لأبويين مهاجرين من الريف بالمغرب نحو بلجيكا

## مسيرته السياسية
ينتمي الورياغلي إلى الحزب البلجيكي PS